# トシン・アダラビオヨ
トシン・アダラビオヨ（Tosin Adarabioyo)こと、アブドゥル＝ナシル・オルワトシン・アダラビオヨ（Abdul-Nasir Oluwatosin Adarabioyo、1997年9月24日 - ）は、イングランド・マンチェスター出身のプロサッカー選手。チェルシーFC所属。元イングランド代表。ポジションはDF。
名前の読みは本人のTwitterによると、「Toe-sin Ada-rah-bye-yo(トーシン・アダラバイヨ)」が正確である。

## 経歴

### クラブ
5歳からマンチェスター・シティFCのユースチームに所属。14歳でU18チームに昇格し、16歳でチームキャプテンを務めた。2016年2月のFAカップ・チェルシーFC戦でトップチームデビュー。8月のFCステアウア・ブカレスト戦でUEFAチャンピオンズリーグデビュー。
2018年8月3日、ウェスト・ブロムウィッチ・アルビオンFCへの１シーズンの期限付き移籍が発表された。
2019年7月、ブラックバーン・ローヴァーズFCへレンタル移籍。
2020年10月5日、フラムFCと3年契約を締結した。
2024年6月7日、フリートランスファーでチェルシーFCと4年契約を締結した。

### 代表
各年代でイングランド代表に選出されている。

## 人物
ナイジェリア移民の両親を持つ。実兄のフィサヨ・アダラビオヨもサッカー選手で、NACブレダに所属している。

## タイトル
マンチェスター・シティ
- EFLカップ：1回（2017-18）
- プレミアリーグ：1回 (2017-18)